# Josef Šrámek (odbojář)

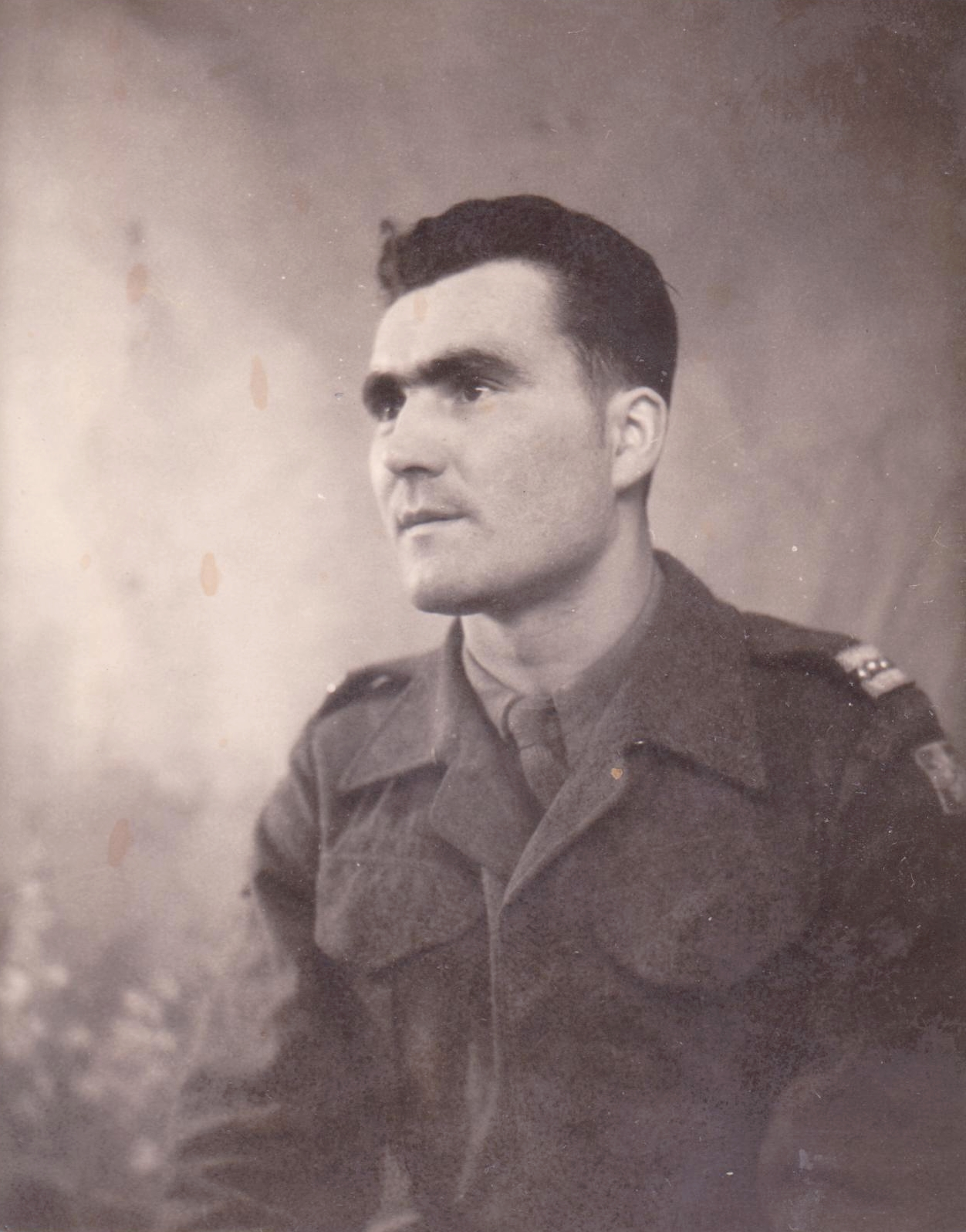
Fotografie Josefa Šrámka v anglické uniformě s hodností četař-aspirant

Josef Šrámek (4. června 1919 Hroznová Lhota – 1. ledna 1945 St. Omer) byl příslušník čs. zahraničních jednotek na druhé světové války, od 20. prosince 1944 velitel čety u Československé samostatné obrněné brigády. 26. prosince 1944 byl při výkonu služby u francouzského města Dunkerque postřelen a svým zraněním podlehl ve vojenské nemocnici v St. Omer.

## Život

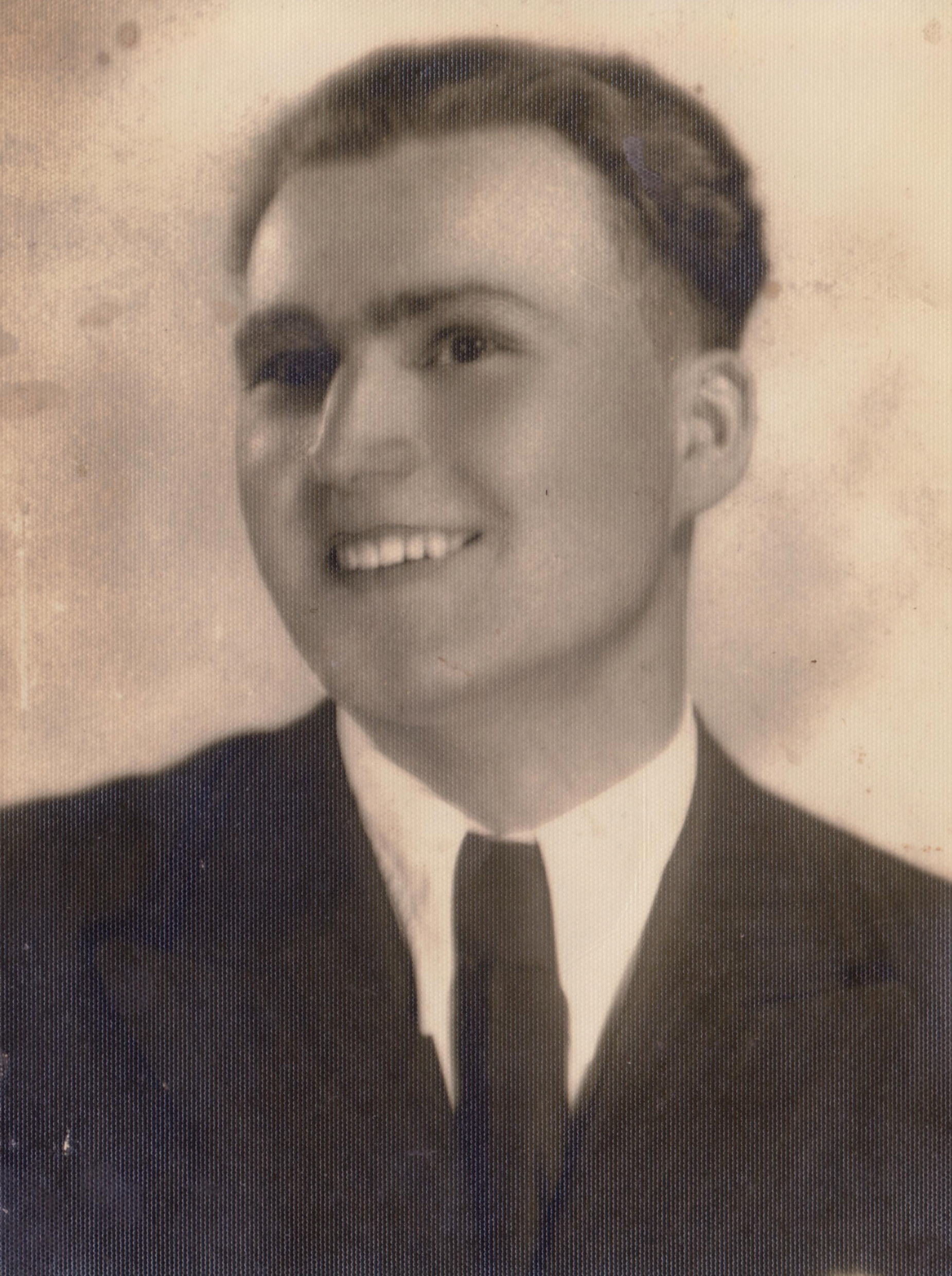
Maturitní fotografie Josefa Šrámka

Narodil se 4. června 1919 v Hroznové Lhotě (okr. Hodonín) v domě č. p. 125 do rodiny Josefa Šrámka a jeho manželky Anny rozené Skalkové. Jeho otec, který sloužil u c. a k. polního dělostřeleckého pluku č. 5, zemřel 27. října 1918 v záložní polní nemocnici v Tyrolsku a malý Jožka jej tedy nikdy nepoznal. Jožka měl celkem 5 sourozenců (jeden z nich, který také nesl jméno Josef, zemřel ještě před jeho narozením). Jožka absolvoval 5 tříd obecné školy v Hroznové Lhotě a 8 tříd reálného gymnázia ve Strážnici, které završil maturitou v roce 1939. Po maturitě se zapsal na strojnictví na Vysokém učení technickém v Brně. Když byly 17. listopadu 1939 uzavřeny české vysoké školy, pokračoval ve studiu abiturientského kurzu na obchodní akademii v Brně.

### Odchod do zahraničí
V lednu roku 1940 se Jožka poprvé neúspěšně pokusil o přechod hranic. 10. dubna večer se přišel rozloučit s rodinou svého strýce, řezníka a uzenáře Jana Skalky, který jej na dalekou cestu vybavil štanglí salámu, a následně úspěšně překročil hranice na Slovensko. Zřejmě hlavním důvodem jeho odchodu za hranice bylo fyzické napadení německého důstojníka, kvůli kterému mu hrozilo zatčení Gestapem.

### Obrana Francie v roce 1940 a příchod do Velké Británie
Jožka po útěku z Protektorátu Čechy a Morava prošel tzv. Balkánskou cestou a poté, co se dostal do Francie, byl 7. května 1940 odveden v Marseille. 21. května téhož roku byl prezentován jako vojín u 1. roty 1. pěšího pluku ve Francii. Tam podle jeho slov měli těžký život a prodělali tvrdý výcvik. V roce 1940 dosáhl hodnosti svobodníka. Po měsíci ústupu, při neúspěšné obraně Francie, následovalo rychlé naloďování při evakuaci do Anglie. Tam dorazil 13. července 1940 na lodi Rod el Farag.

### Výcvik a pobyt ve Velké Británii

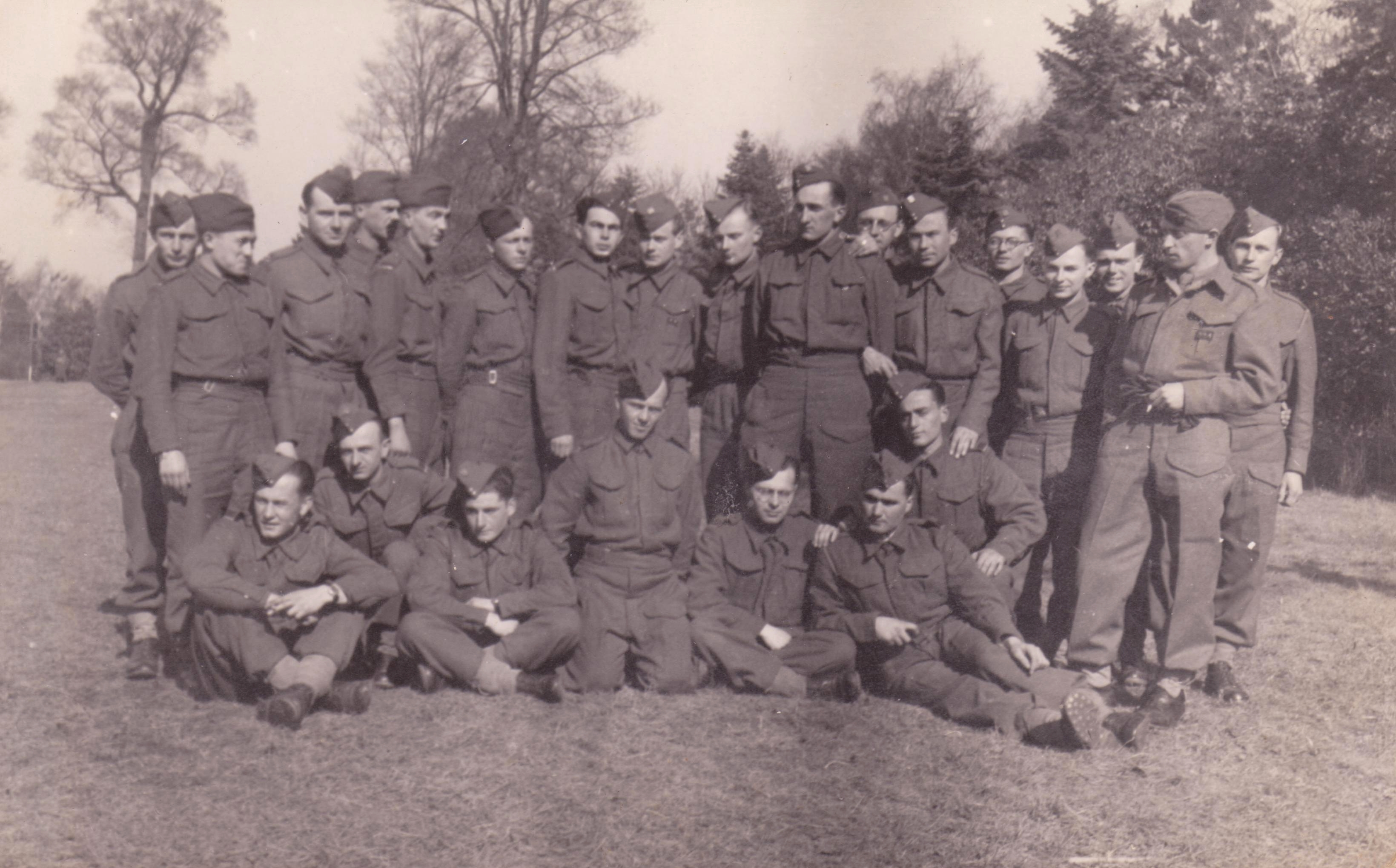
Škola pro výchovu důst. pěch. v zál. I. četa, březen 1941, Moreton Paddox (Jožka Šrámek v dolní řadě druhý zprava)

V srpnu byl přidělen k 1. pěšímu praporu (od 1. ledna 1941 u 1. roty). Na začátku roku 1941 se stal frekventantem Školy pro výchovu důstojníků pěchoty v záloze, kterou ukončil s dobrým prospěchem 6. dubna 1941 (58. ze 73). 15. února téhož roku mu byl uznán charakter aspiranta a 28. října 1941 byl povýšen do hodnosti desátníka-aspiranta a měl nakročeno se stát důstojníkem. 28. října 1942 byl povýšen do hodnosti četaře-aspiranta. V Británii prodělal řadu kurzů a školení: v únoru a březnu 1943 assault kurz, v dubnu téhož roku plynový kurz. 13. května 1943 složil s velmi dobrým prospěchem praktickou důstojnickou zkoušku. V srpnu téhož roku jej jeho nadřízení hodnotili jako: „Vyhraněné povahy, kamarádský, má dobrý vliv na okolí, vyzrálý, někdy náladový, rozhodný, iniciativní, spolehlivý. Chování a vystupování velmi dobré. Na frontě konal svoje povinnosti velmi dobře a projevil vysokou morálku. Velmi dobrý voják.“ V červnu 1943 prodělal radiokurz pro aspiranty a v červenci 303 A. A. Course. Po reorganizaci čs. jednotek v září roku 1943 byl zařazen u 1. roty Tankového praporu 1. V říjnu téhož roku prodělal radiokurz a v listopadu kurz tankových střelců. V březnu 1944 absolvoval přeškolovací kurz „Cromwell“. Na jeho konci utrpěl vážné zranění hlavy z důvodu neopatrnosti jednoho z vojáků při manipulaci s věží tanku Cromwell. Následně se léčil v ozdravovně ve White Waltham poblíž Windsoru, kde jej navštívil i jeho dobrý přítel a spolužák z gymnázia František Zálešák.

### Bojové nasazení v kontinentální Evropě

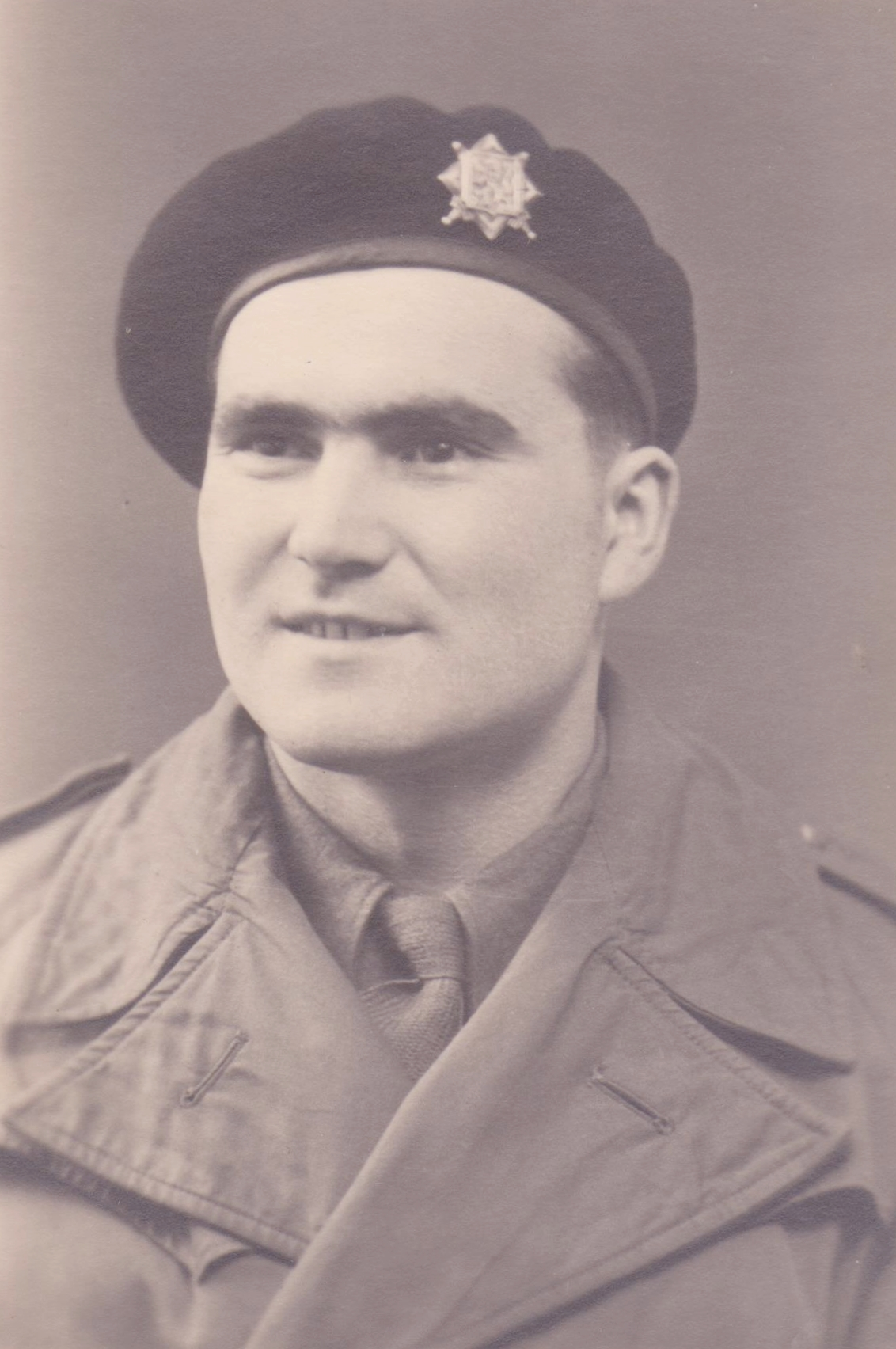
Portrétní snímek Josefa Šrámka v anglické uniformě

1. září 1944 odešel se svou jednotkou „do pole“. Po přesunu do Francie však ještě něco přes měsíc čekal na opravdové bojové nasazení. Právě v této době (22. září 1944) byl povýšen do hodnosti rotného-aspiranta (nejspíše v důsledku návštěvy hlavního velitele čs. branné moci divizního generála Sergěje Jana Ingra u obrněné brigády). V sestavě 1. roty Tankového praporu 1 ČSSOB se zúčastnil bojů poblíž obleženého severofrancouzského přístavního města Dunkerque. Ve válečném deníku jeho jednotky najdeme o Josefu Šrámkovi hned několik zmínek: 10. října 1944: „V noci byla vyslána první hlídka podél silnice Bergues – Dunkerque vedena rotným aspirantem Josefem Šrámkem.“ 3. listopadu 1944: „Rotný aspirant Šrámek vedl údernou skupinu při přepadu farmy Deram Arthur. Při přepadu byli zabiti 4 Němci, 2 zraněni a ostatní uprchli. Vlastní ztráty úspěšného přepadu byl 1 padlý (Oldřich Kočař) a 2 lehce ranění.“ 20. prosince 1944: „Rotný aspirant Josef Šrámek byl ustanoven velitelem 1. čety.“

### Osudná hlídka

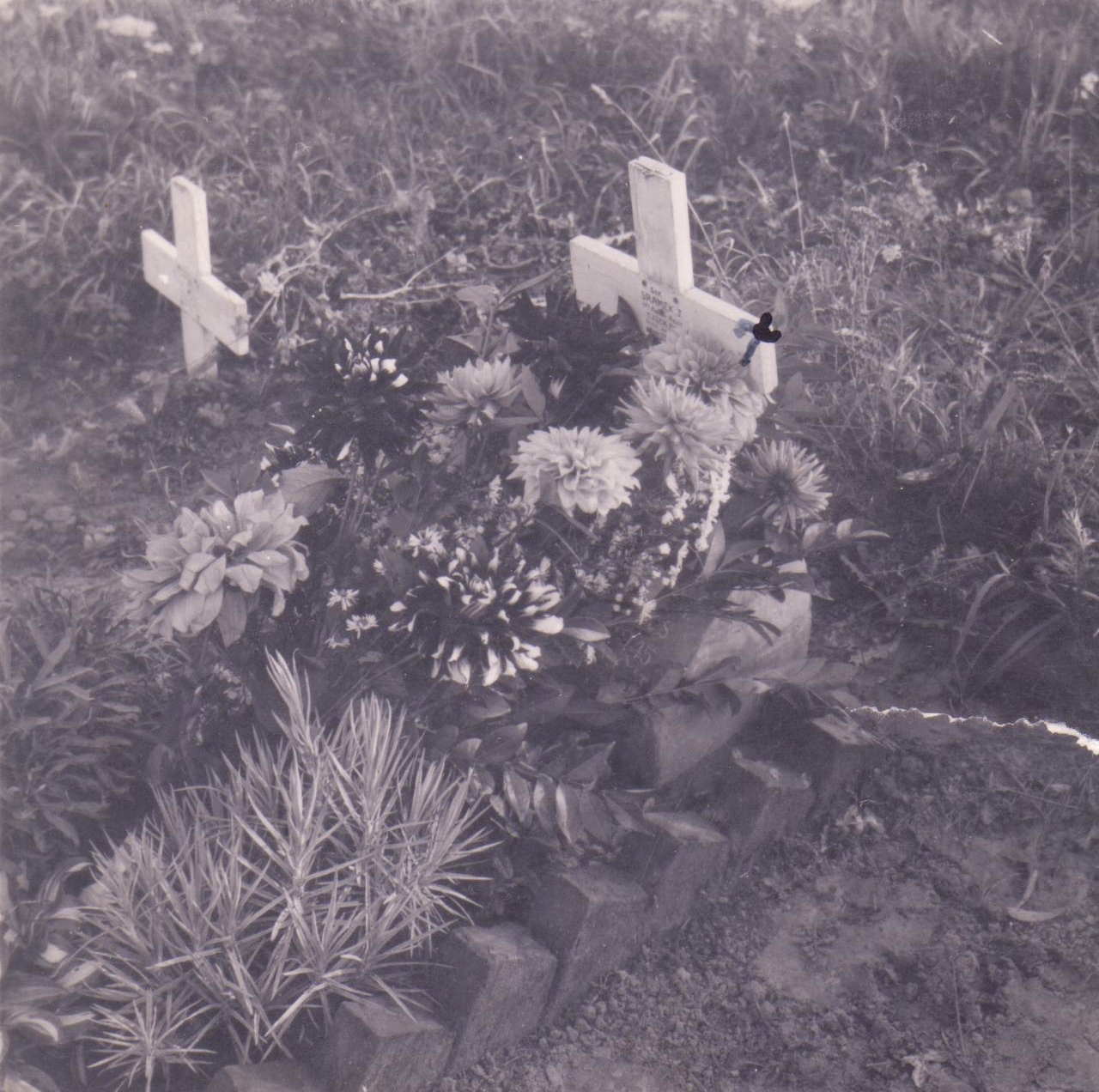
První podoba hrobu Josefa Šrámka na hřbitově Longuenesse v St. Omer

V noci z 26. na 27. prosince 1944 se kolem půlnoci Jožka Šrámek vydal na kontrolu úseku své čety. Nešťastnou náhodou jej postřelil strážný, vojín Josef B., do stehna a do břicha. Okamžitě byl převezen na praporní obvaziště v Loon Plage a pak do kanadské vojenské nemocnice v St. Omer, kde byl ihned operován. Válečný deník nese záznam z 1. ledna 1945: „V 18.00 hod. přišla na stanoviště velitele zpráva, že v nemocnici v St. Omer podlehl svým zraněním rotný aspirant J. Šrámek.“ Tak skončil život 25letého mladíka z moravského Slovácka. Pochován byl 3. ledna 1945 ve 14.30 hodin na hřbitově Longuenesse British Souvenir Military Cemetery v St. Omer (řada I, hrob č. 17, dnes 4.AA.42). Po válce za něj byla sloužena zádušní mše v kostele v rodné Hroznové Lhotě.

## Vyznamenání a připomínka jeho osoby

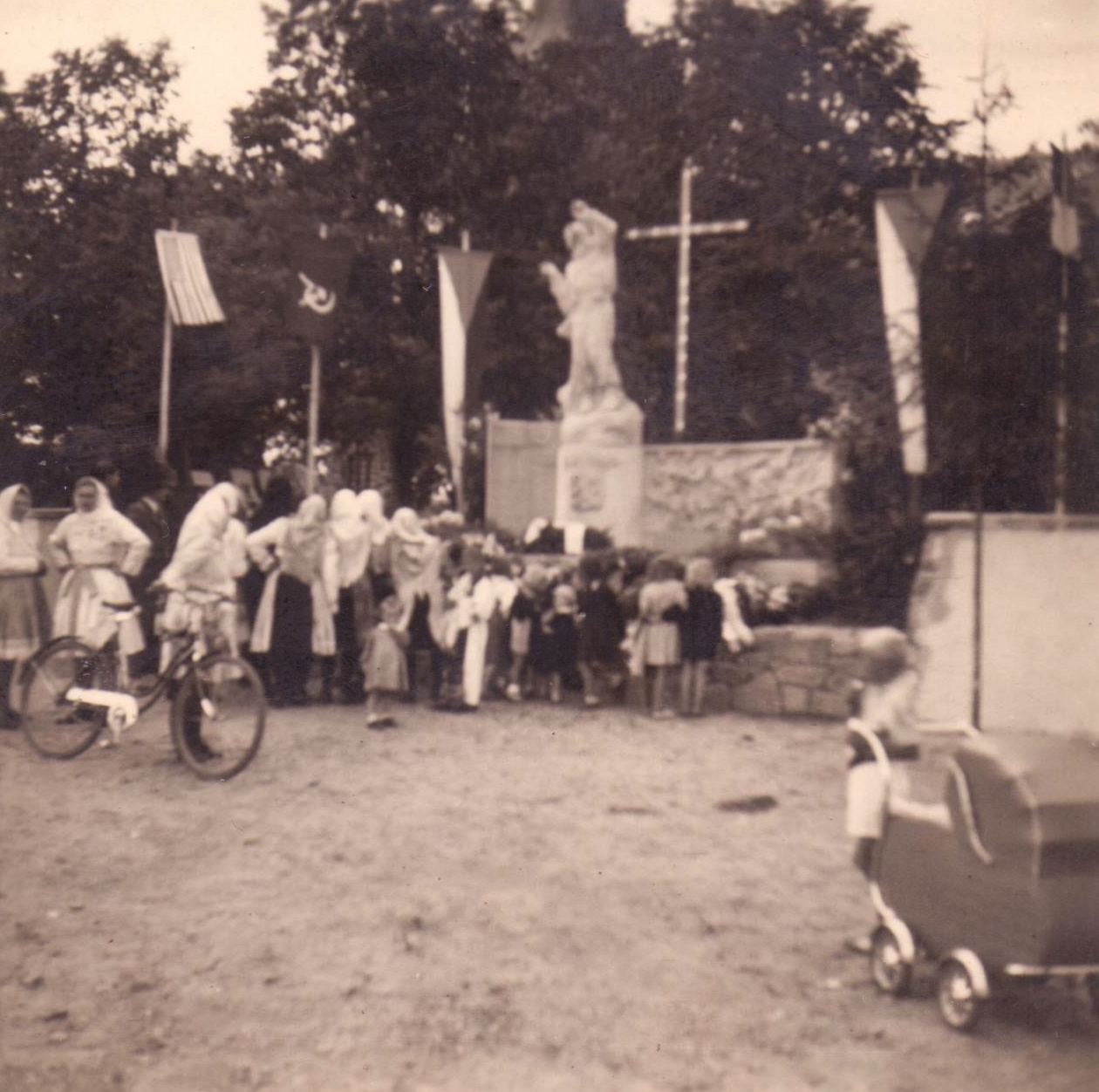
Odhalení sochy Josefa Šrámka v Hroznové Lhotě

Za svou věrnou službu vlasti byl Josef Šrámek oceněn následujícími vyznamenáními: Československým válečným křížem 1939, Československou medailí Za chrabrost před nepřítelem a Pamětní medailí Československé armády v zahraničí.
Nedlouho po skončení druhé světové války mu byla před kostelem v Hroznové Lhotě zhotovena socha (autorem byl akademický sochař Leopold Velan). Zůstává s podivem, že jeho socha přežila i doby vlády komunismu v Československu, přestože se jednalo o sochu příslušníka jednotek, které působily na západě a jejichž příslušníci se po únoru 1948 stali perzekvovanými komunistickým režimem. Za zmínku stojí ještě fakt, že na podstavci sochy je vytesána hodnost „poručík“, jejíž udělení in memoriam se nepovedlo ve vojenských materiálech dohledat.
Jožka Šrámek zemřel bezdětný, ale jeho příbuzní na něj s úctou vzpomínali a vzpomínají. Například František Pavlica se svým bratrem Josefem podnikli v listopadu 2002 cestu na vojenský hřbitov Longuenésse v St. Omer k hrobu Jožky Šrámka. Lukáš Lexa zase společně s Poutí Československé obce legionářské v roce 2014 navštívil místa bojů československých jednotek ve Francii poblíž La Ferté-sous-Jouarre.

## Korespondence
Dopisy Josefa Šrámka podávají autentické svědectví o jeho pohledu na situaci v čs. zahraničních jednotkách, který samozřejmě mohl být zkreslen jednostranným a omezeným přísunem informací, ale jedná se rozhodně o zajímavé řádky, které v učebnicích nenajdete.

### Útěk za hranice
Důvody jeho odchodu mohou osvětlit jeho vlastní slova, která napsal do dopisu krajance, která toho času žila v USA. „Měli jsme ve Lhotě pěknou partu, bohužel, jenom já jsem se dostal ven, poněvadž lepší je utíkat před smrtí jak vletět jí do náruče. Udělal jsem chybu, že jsem řekl něco Heleně Urbanové tá mě udala na Gestapu, vlastní sestřenice! No a druhý případ: natloukl jsem hubu německému důstojníkovi, který byl u nás velitelem – ve Lhotě totiž byla stanice finanční stráže jakožto pohraniční obec. No a po tomto akcidentě jsem vzal nohy na ramena a hajdy do Francie, bez pasu bez peněz jsem prošel celý Balkán i severní Afriku, ale došel jsem tam, poněvadž jsem chtěl dostat pušku, abych se mohl mstít na těch, kteří chtěli zavádět u nás tzv. nový řád.“

### Situace uvnitř jednotek čs. zahraničního odboje
Ve svém necenzurovaném dopise Dr. Neumannovi si Jožka nebral servítky při kritice důstojnického sboru a celkové situace u československé jednotky v Británii (17. dubna 1944): „Při rychlém naloďování důstojnická zavazadla měla přednost před mužstvem, a tak se stalo, že přes 1000 našich kluků zůstalo ve Francii a pak křížovou cestou sami se dostávali do Anglie. Ovšem, že to nepřidalo na morálce při příjezdu do Anglie. První dny to vypadalo, že zůstaneme bez armády. Všechny ty chyby z Francie teď vycházely najevo: Ten štábní kapitán degradován pro defraudaci ½ mil. franků, důstojník intendance pro 100.000 fr. ten pro krádež cigaret darovaných krajany v USA, ten pro deserci atd. Anglická policie mezi náma našla gestapáky, 700 kluků vystoupilo z armády, prý nebudem sloužit s fašisty. Bylo několik komunistů, kteří to narazili na židovskou otázku a na otázku menšinovou. Prý obě složky jsou utiskované. Ono to částečně byla pravda a je tomu tak i teď.“

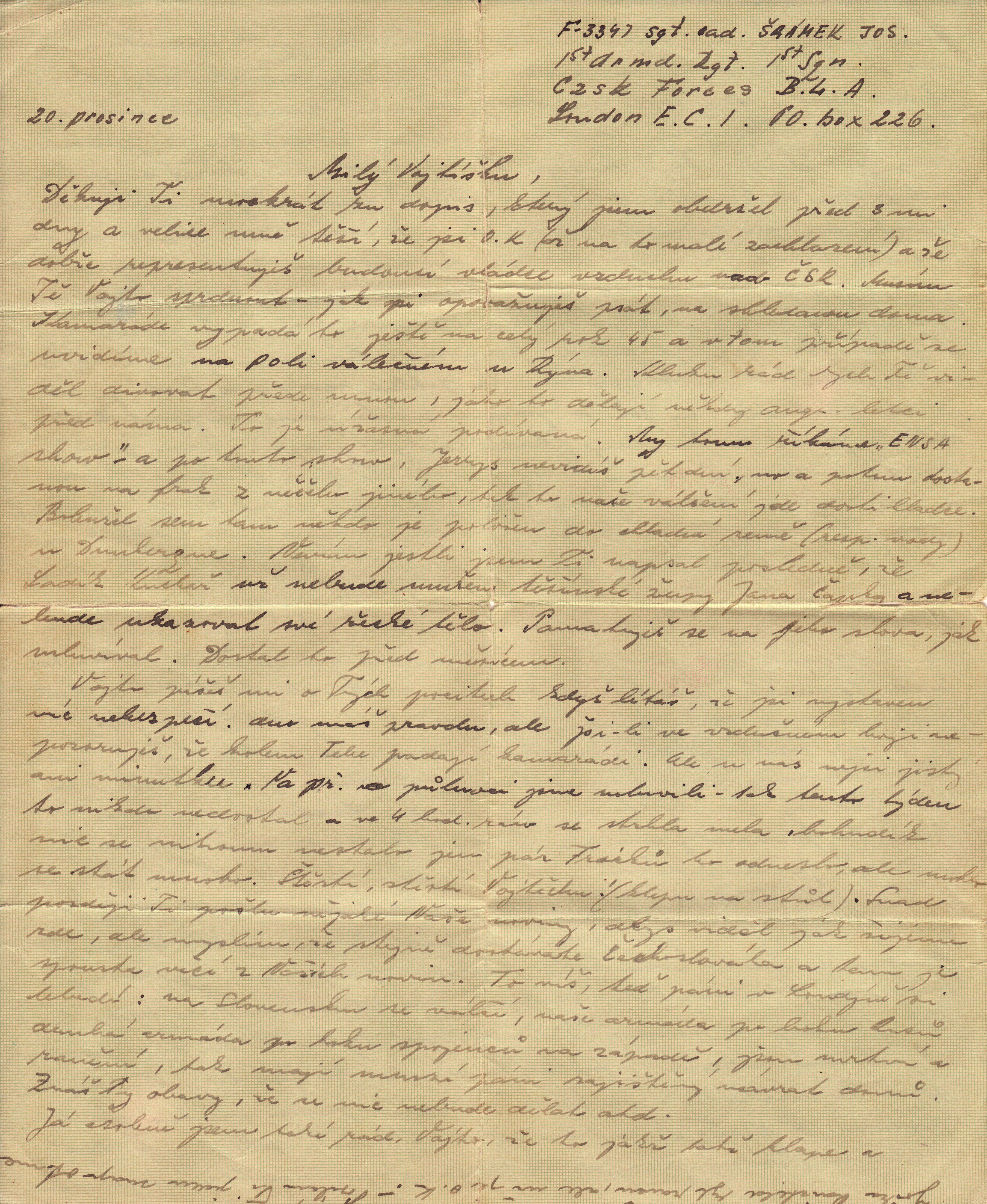
Pravděpodobně poslední dopis odeslaný Josefem Šrámkem

„Je mezi námi i několik jednotlivců, kteří nemají zájem na tom, aby se to udrželo pohromadě. Stále podrývají půdu velitelům, ba stalo se, že tito lidé chtěli podrazit nohy i Benešovi v 41. roku. Chvíli tato složka mlčela a dnes se spojili se všema komunistama a se skupinou Nového Československa (zvláštní polit. skupina) a hlásají, že absolutně nejsme schopní býti samostatným státem, že nejlepší bude udělat gubernie a připojit se k Rusku. Ovšem teď, po návštěvě Benešově v Rusku zase zmlkli. K nim všem se připojují i Slováci, kteří jsou úplní autonomisti. Opravdu smutný obraz pro nás, kteří jsme přišli z Protektorátu skutečně bojovat za demokratickou republiku ČS. a ne Č-S. Nedovedete si představit jak jsem se cítil zde, když jsem slyšel takové poznámky: já nemám na věci zájem jsem zde jenom proto, poněvadž je zde lepší jako v koncentráku. Podle mého mínění všechny tyto spory zavinili páni v Londýně, poněvadž oni první začali se třídit na příslušníky bývalých polit. stran: povyšování, zastoupení ve státní radě, úřady na ministerstvu, udělování válečných křížů a medailí. Vždy muselo býti stejný počet Čechů, Slováků, Židů, „Sudeťáků“ atd. Na schopnosti nebo zásluhy se nehledí.“
„To jsem trochu odbočil. Tak situaci v Anglii zachránila návštěva Benešova. On je přeci zlatý člověk, který dovede i své protivníky přivést na správnou cestu. Abych se Vám přiznal já sám jsem byl tak potěšen, že když jsme se sešli spolužáci v ten den večer, že jsme plakali radostí nad zachráněnou situací. Ihned Angličani dali nám zbraně, jakožto vycvičeným vojákům a udělali z nás stálou hotovost proti parašutistům v případě invase. V té době všechno utichlo, invase skutečně hrozily, tak se cvičilo, zavládlo kamarádství u jednotek – hold šlo to pěkně. Když ovšem nebezpečí pominulo, začalo to znovu. Čili stará zásada – nečinnost ničí morálku vojáka. Proto nás měli poslat do Afriky (třebas sbírat patrony). A také jsme měli jet v roce 1942 s 8. armádou, ale pan ministr národní obrany řekl, že nejsme schopní. To jak se dostalo ven, někteří důstojníci chtěli organizovat hromadné vystoupení z armády, poněvadž chtěli skutečně něco dělat. Viděli, že schopní jsme (lepší jako Angličani, proti kterým jsme cvičili s úžasným úspěchem). Obzvlášť naši dělostřelci jsou sekáči.“
„Tak Beneš znovu zakročil a poslali několik důstojníků k Angličanům a byl klid. V tom v červenci přijela skupina z Afriky, sloučili to a teď nám dali tanky. Jo, teď už to vypadá docela jinak. Máme teď moc dobré tanky, se kterýma asi pojedem až do Prahy, jestli nám ovšem z nich něco zůstane. Zase ale máme zde malé potíže, poněvadž tank. odborníků je zde málo, od Angličanů mnoho se naučit nemůžem a z Ruska nic nedostanem tak se musíme učit sami. A jde nám to dobře. Teď právě pojedeme na střelnici a po střelnici asi do vyčkávacího postavení.“ 
„Dnes všichni ti páni z Londýna by chtěli do armády, aby mohli přijít domů v uniformě a před tím byli „nemocní“, potřebovali teplou místnost. A proč to chtějí? Poněvadž za 4 roky neudělali nic než fůru dluhů. Nemáte zdání jak oni si tam žijí. Vysoké platy – ale práce nikde.“ … „Oni sice křičí to a to se připravuje pro domov, ale dlouho neměli nic. Křičí domů: dělejte sabotáže, ničte něm. mašinu. Ovšem, že tímto způsobem oni zavinili spoustu poprav. Já také jsem byl takový blázen a chtěl jsem domů jako parašutista, ale snad řízením osudu při konečném výcviku jsem byl zraněn, moje parta odjela a jsou dnes všichni mrtví.“

### Zranění hlavy
Úryvek dopisu z 24. dubna 1944 z ozdravovny Shottesbook Park ve White Waltham, v němž Jožka Šrámek popisuje okolnosti jeho zranění při výcviku: „Měl jsem velmi těžký úraz hlavy. Ihned, jak jsem přijel z dovolené, zkoušeli jsme otáčení věže v tanku a neopatrností jednoho mukla, málem jsem ztratil hlavu. Já jsem seděl v řidičském prostoru, křičím zastav, vystrčil jsem hlavu a on otočil věží. Sevřelo mi to hlavu právě nad pravým okem a spánkem. Představ si to štěstí jaké jsem měl:- hlavou jsem zastavil věž, kde je tlak v potrubí 350lbs na inch2. To ostatní Ti zdělím ústně až pojedu z ozdravovny. Tady budu do 15. května.“

### Po nástupu do bojové linie
Jeho osobní zážitky z doby nástupu do bojové linie osvětlují přepisy částí jeho dopisů: (7. listopadu 1944): „Vždycky jsem si sliboval, že první ránu kterou vypálím bude za tatínka, který musel zemřít pro císaře pána, ale musím se přiznat, že jsem nemyslel na nic i ta nenávist kterou všichni prý máme se ztratí… Vojto, v některých částech osvobozených je to strašné. Bude-li to u nás tak vypadat, tak servus!“ (20. prosince 1944): „Udělali mně velitelem čety z nedostatku pánů officerských. Franta Zálešák a Karel Kom. jsou unterlajnanti, tak jenom já jsem zůstal zapomenut a stále nosím aspirantské pásky.“

### Spolužáci ze strážnického gymnázia v druhém odboji
V jednom ze svých dopisů konstatuje zajímavou skutečnost slovy: „Tentokrát zůstali Čížci vzadu, zde vede Morava a z Moravy kluci od Hradišťa po Hodonín. Jenom z naší třídy z gymnázia ve Strážnici je nás tu 9 z 21 a z toho jsou 3 už mrtví. Teď přijdou na řadu další. Proto drž palce až půjdem over sea (za moře), abych to nebyl já. (Vždyť mám doma galánku!)“ Opravdu se podařilo dohledat 8 příslušníků čs. zahraničních jednotek, kteří byli vrstevníky Josefa Šrámka a zároveň žáky Reálného gymnázia ve Strážnici. Nejvíce se stýkal s Františkem Zálešákem ze Zarazic, také si dopisoval s Vojtěchem Melichárkem. Dále se jednalo jmenovitě o Josefa Reichsfelda, Antonína Bichlera, Karla Komínka, Vlastimila Marečka, Ladislava Fornůska a Tomáše Zrníka.

## Další fotografie

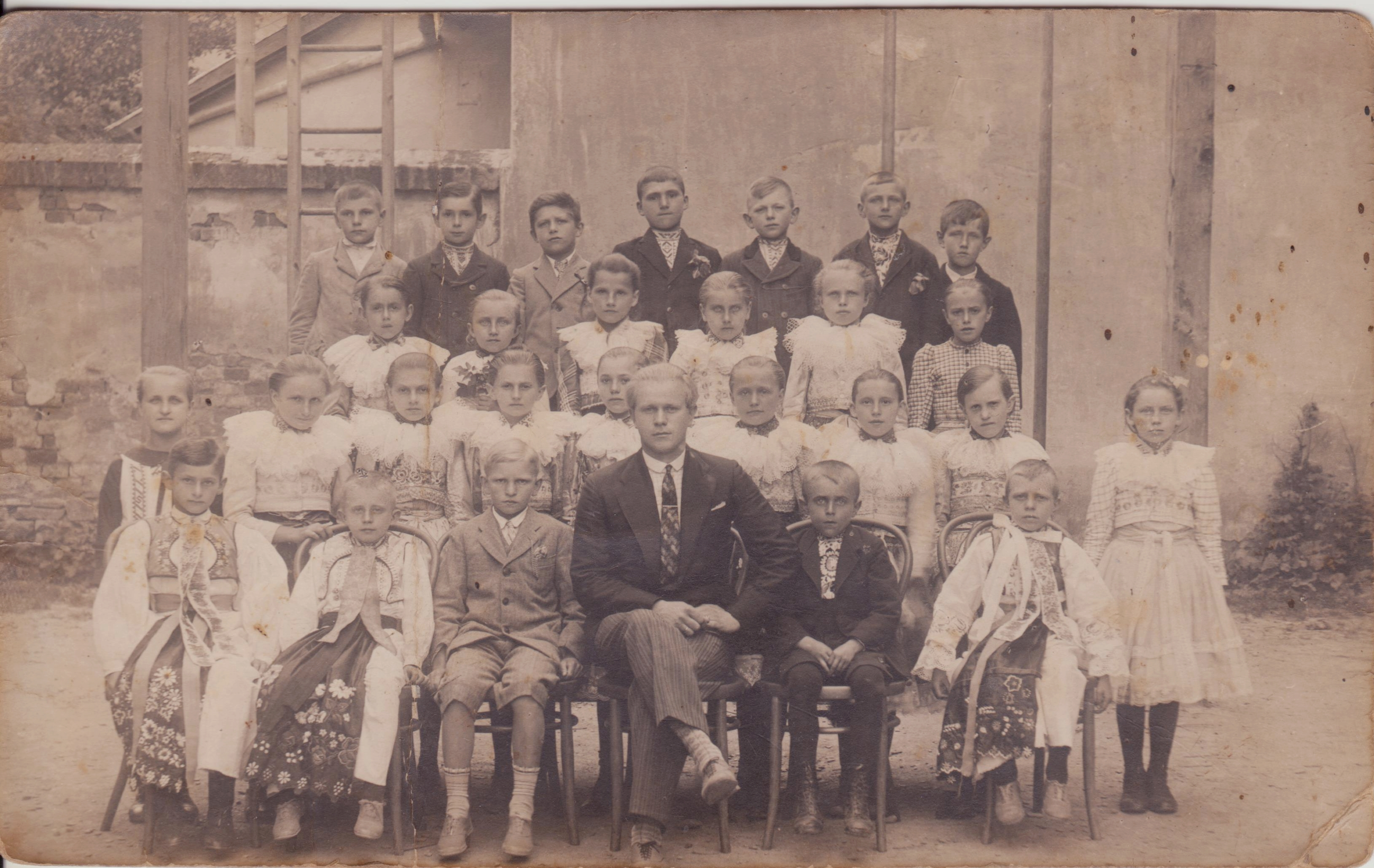
Josef Šrámek v obecné škole v Hroznové Lhotě (horní řada uprostřed)
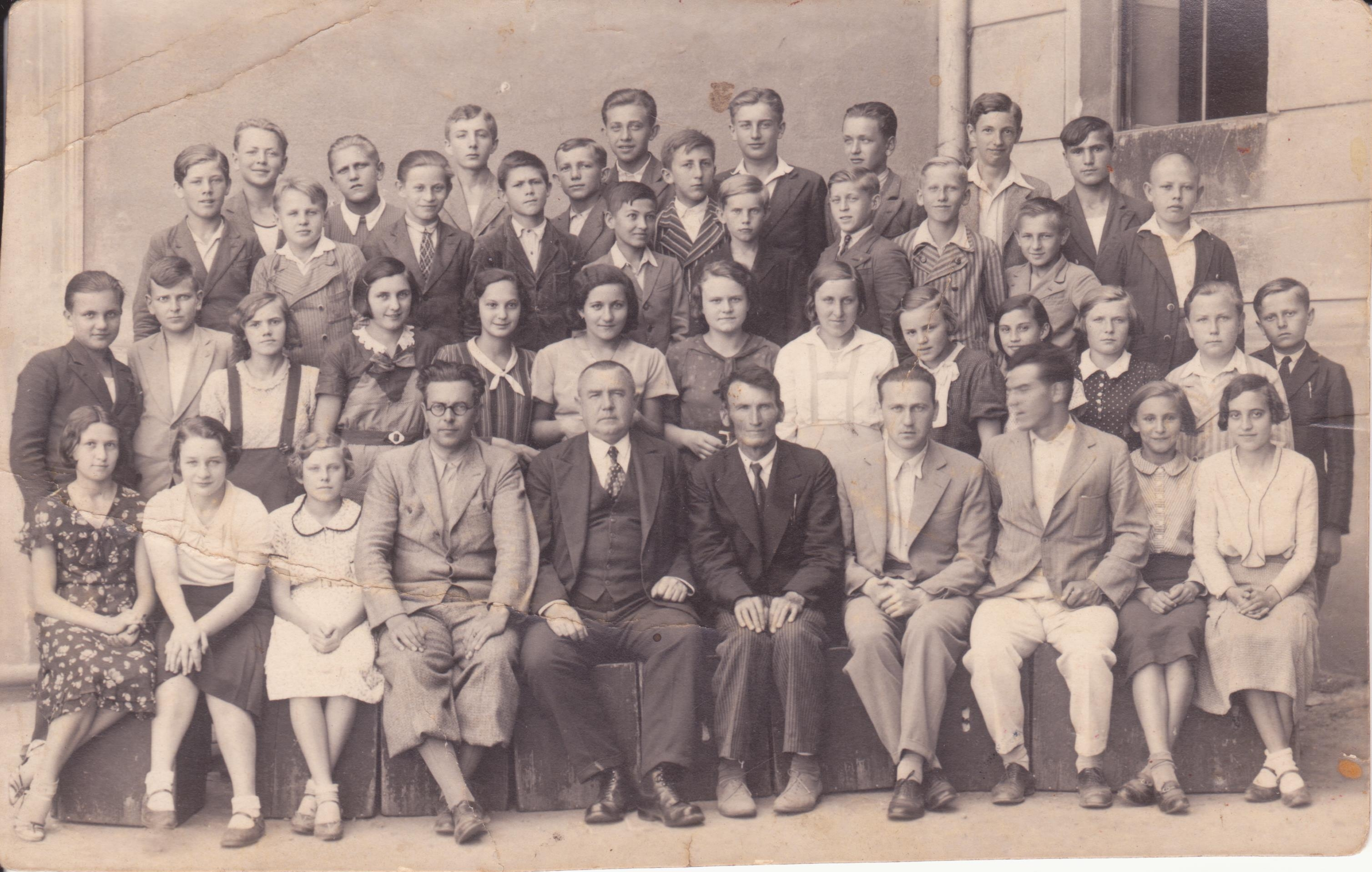
Josef Šrámek na gymnáziu ve Strážnici (poslední řada zcela vpravo)
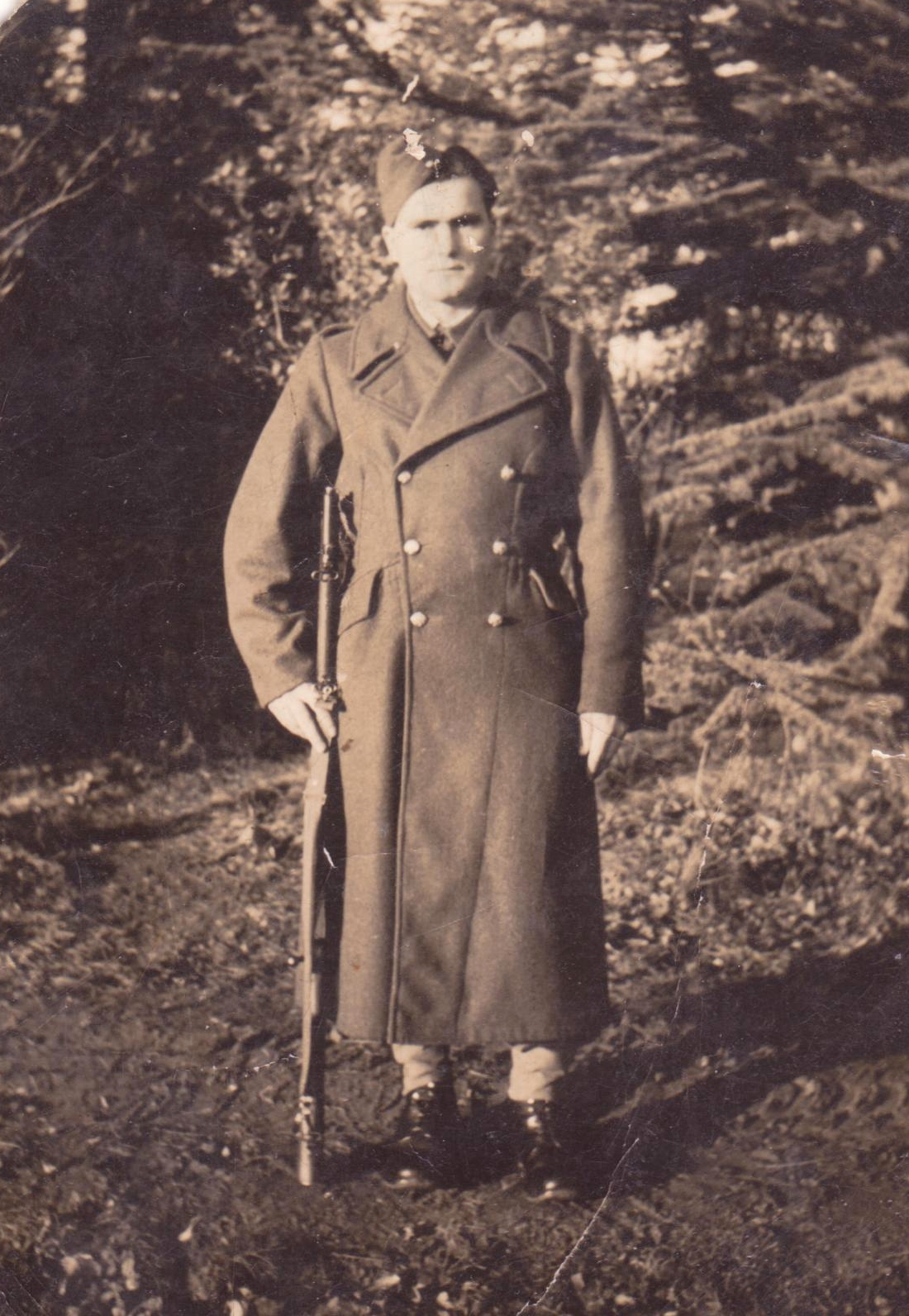
Josef Šrámek - 15. srpna 1940
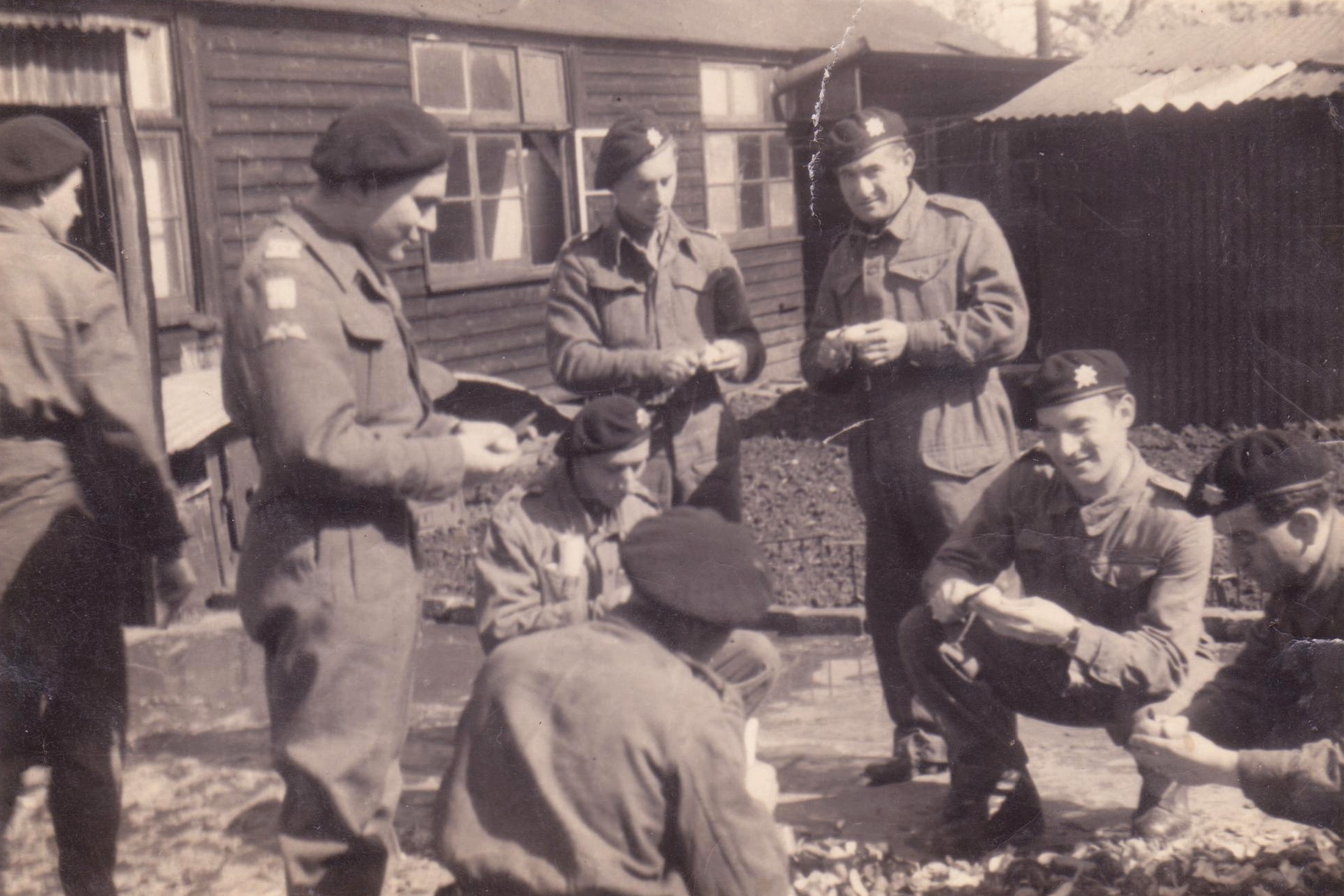
Josef Šrámek ve Finedonu v Anglii
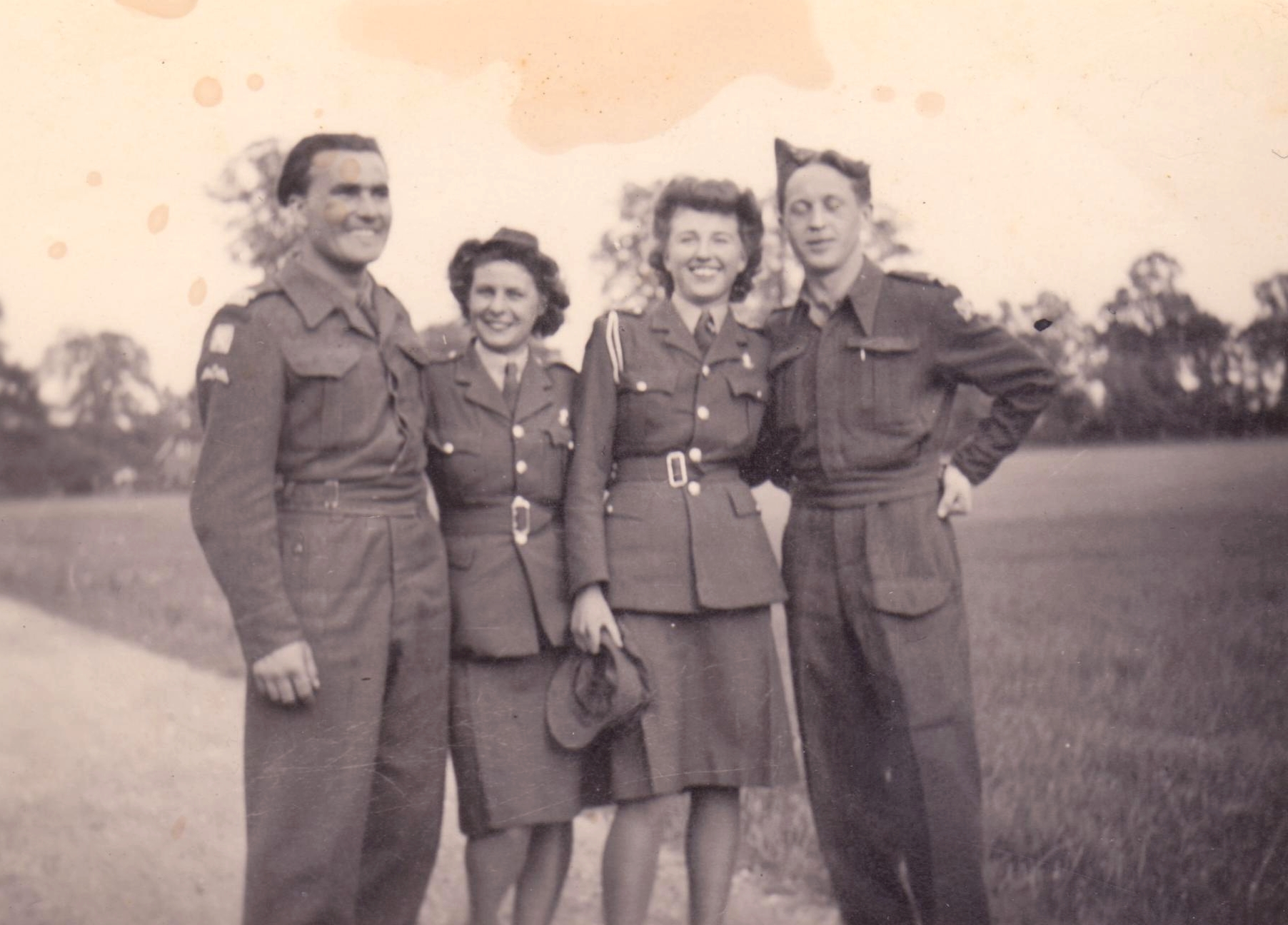
Ozdravovna ve Windsoru Jožka Šrámek (vlevo) se svým kamarádem a spolužákem z gymnázia - Františkem Zálešákem
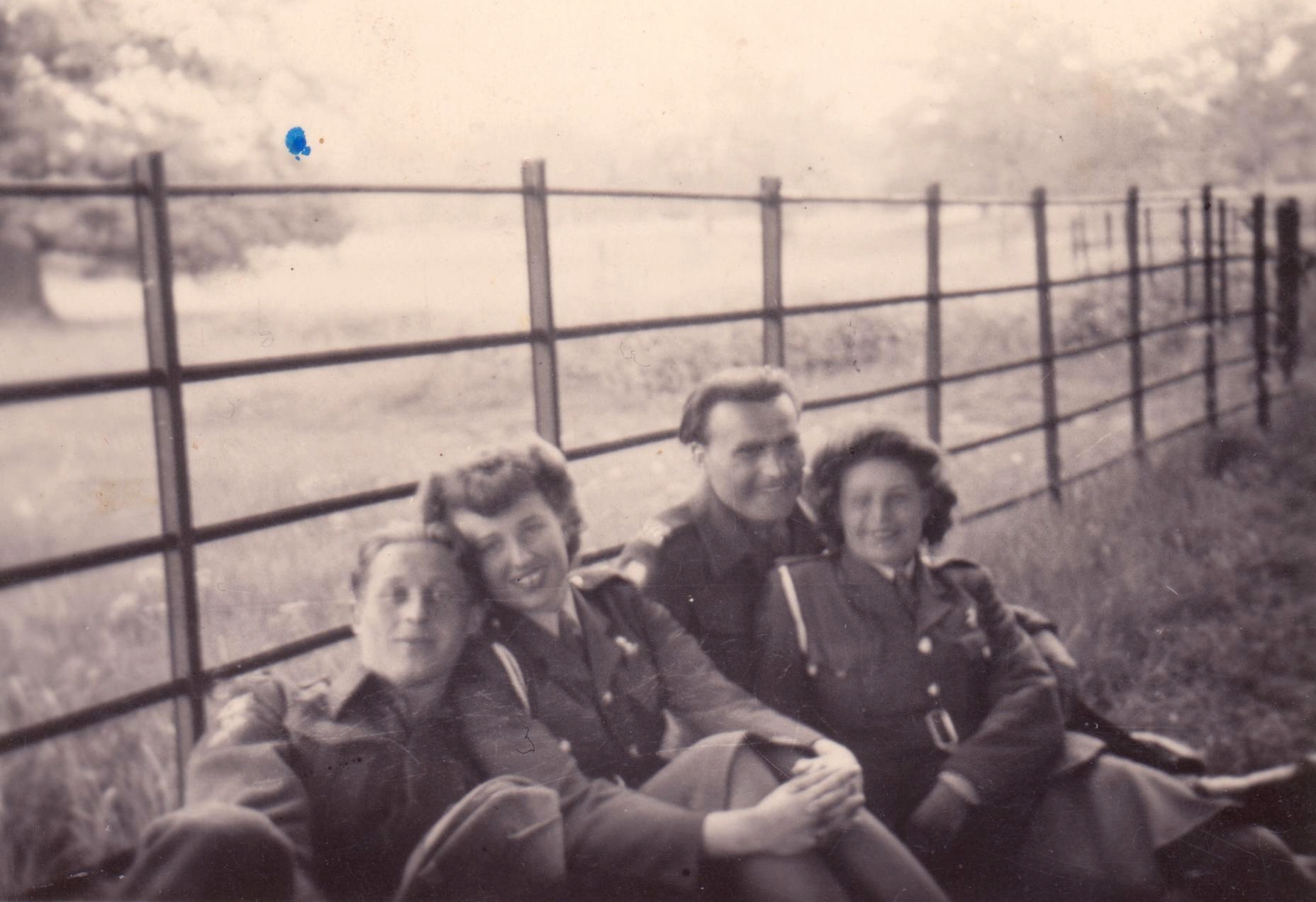
Ve Windsoru se Zálešákem (Jožka Šrámek druhý zprava)
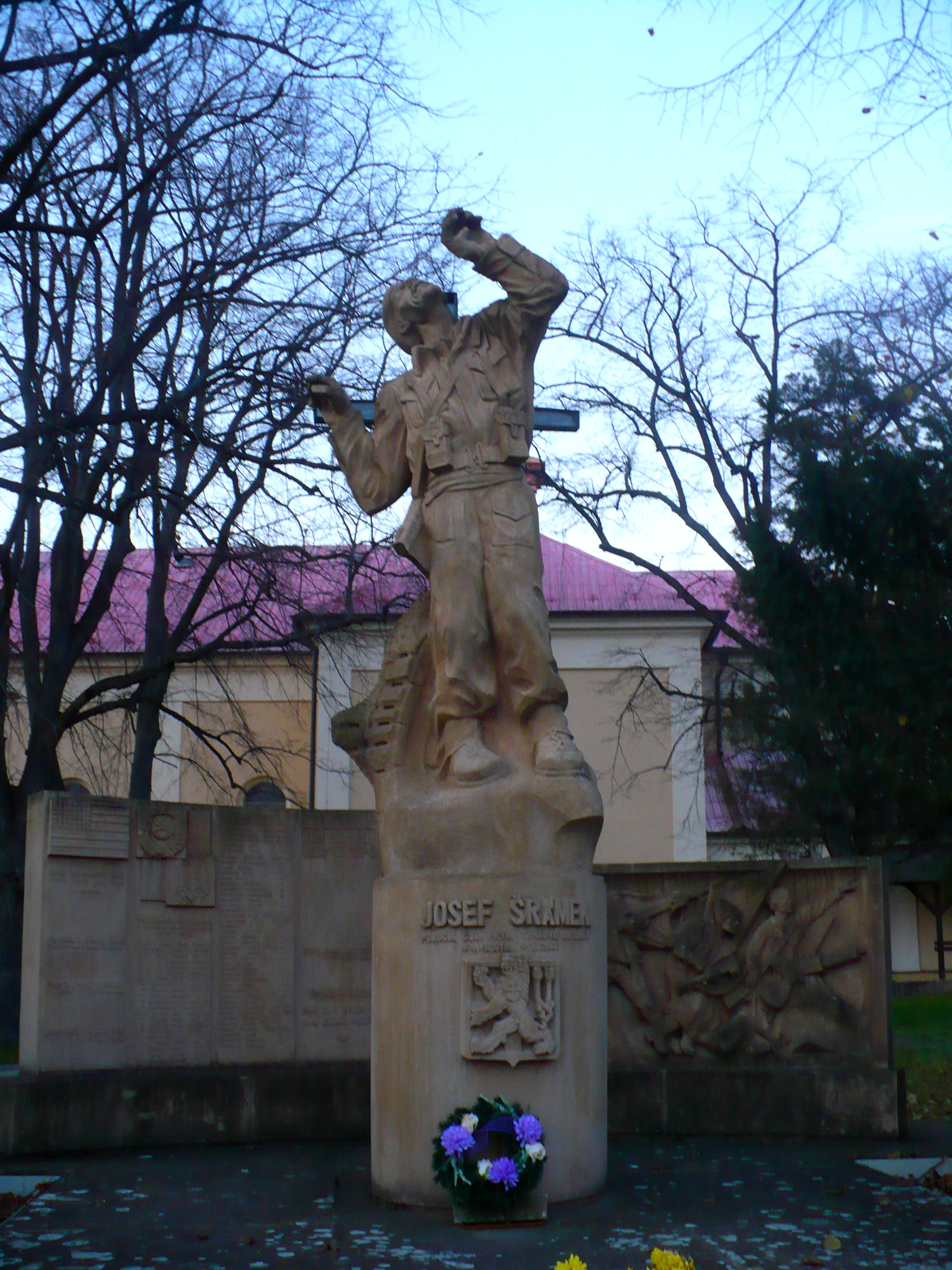
Socha Josefa Šrámka v Hroznové Lhotě (autor sochy: L. Velan)
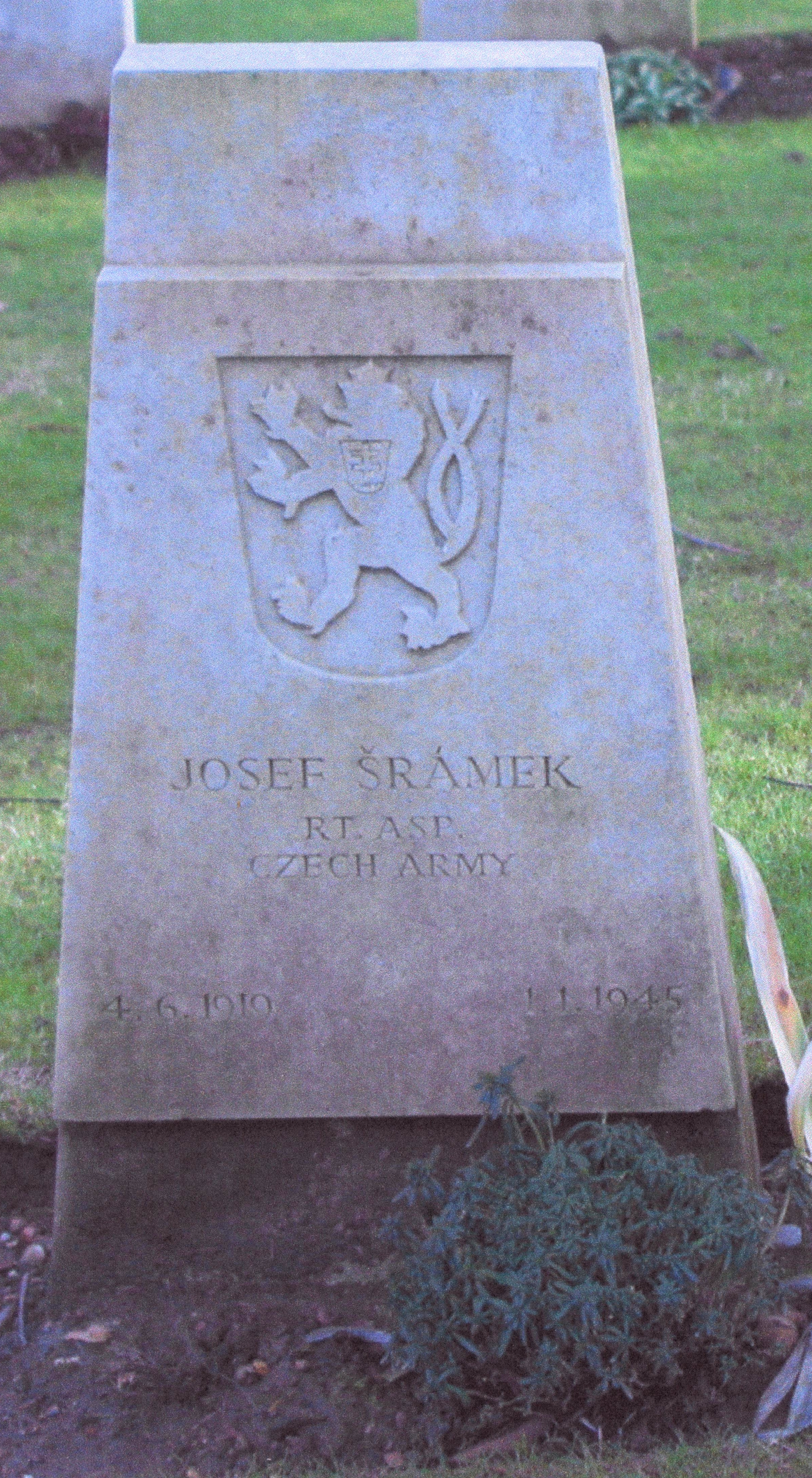
Náhrobek Josefa Šrámka v St. Omer
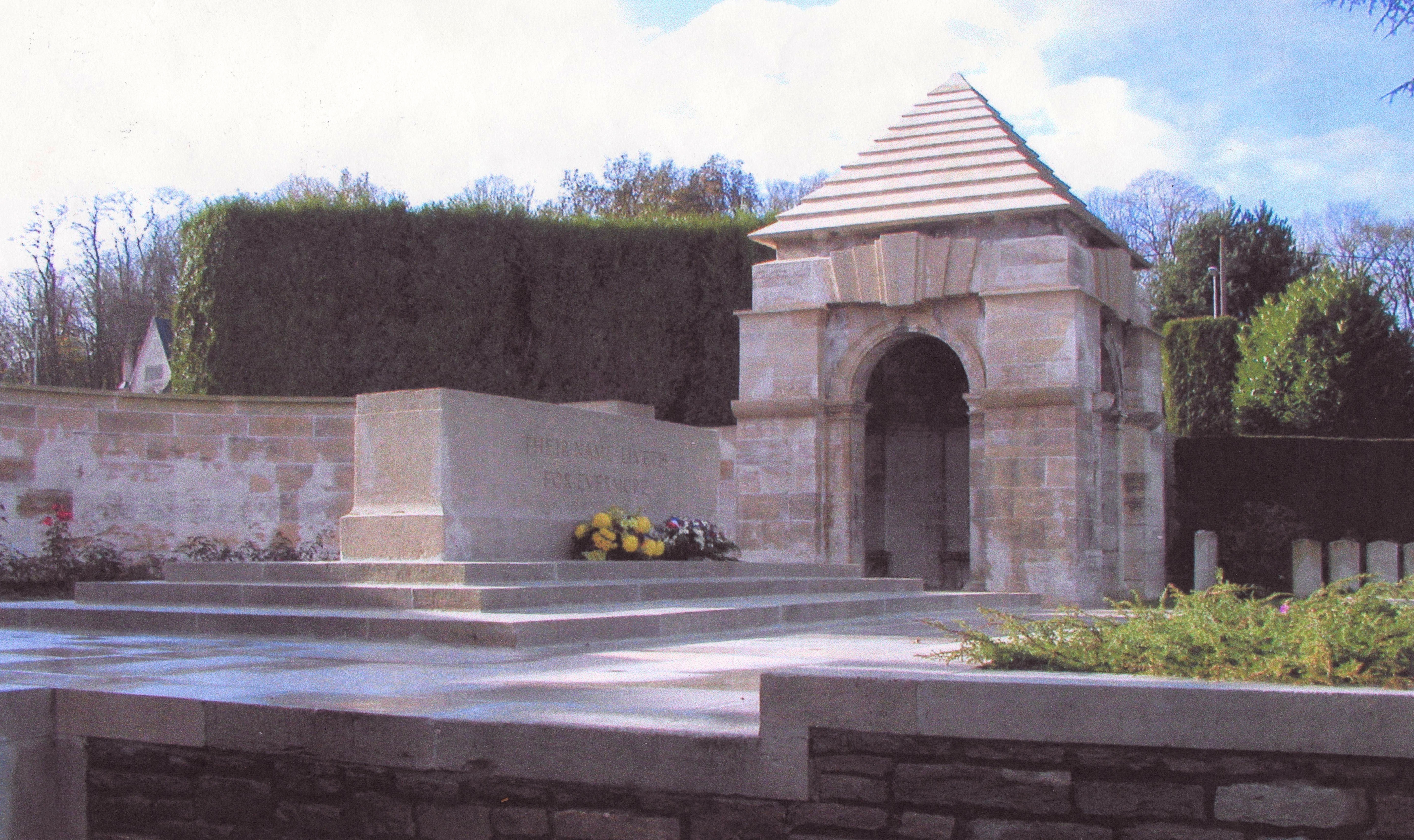
Hřbitov Longuenesse v St. Omer (Francie)

### Použité prameny
- VÚA Praha / VHA, Kartotéka 2. zahraničního odboje, Josef Šrámek, nar. 4. 6. 1919.
- VHA Bratislava, Sbírka kmenových listů, Josef Šrámek, nar. 4. 6. 1919.
- VÚA Praha / VHA, Kartotéka padlých v první světové válce, Josef Šrámek, nar. 1876.
- Soukromý archiv, Libuše Němečková (neteř Josefa Šrámka).
- Soukromý archiv, František Pavlica.
- Vzpomínky, Ing. Miroslav Skalka (roč. 1923).